# Ewert Ellman
Ewert Ellman, egentligen Kurt Evert Eldeman, ursprungligen Carlsson, född 24 juni 1924 i Augerums församling i Blekinge län, död 14 november 1977 i Täby församling i Stockholms län, var en svensk skådespelare, känd från Kalle Stropp, Grodan Boll och deras vänner. Han är far till radiomannen Anders Eldeman.
Han gifte sig 1960 med förskolläraren Kate Nilsson (1937–2012), omgift med Björn von Bahr, och paret fick sonen Anders samma år, men artistnamnet Ellman var upptaget som släktnamn och i stället antogs namnet Eldeman 1963. Familjen var bosatt i Hässelby strand i Stockholm.
Han avled av en blodpropp i lungan, som han drabbades av efter fotfraktur. Ellman är begravd i minneslunden på Djursholms begravningsplats.

## Filmografi
- 1945 – Tre söner gick till flyget
- 1947 – Krigsmans erinran
- 1948 – Lars Hård
- 1953 – Åsa-Nisse på semester
- 1955 – Resa i natten
- 1956 – Kalle Stropp, Grodan Boll och deras vänner
- 1958 – Jazzgossen
- 1965 – Nattmara